# Niko Mikkola
Niko Mikkola (Kiiminki, Finlandia, 27 de abril de 1996) es un jugador profesional finlandés de hockey sobre hielo que se desempeña en la posición de defensor izquierdo en Florida Panthers, equipo de la National Hockey League (NHL).

## Carrera
Fue seleccionado en la quinta ronda en la NHL Entry Draft de 2015. En 2019 hizo su debut profesional con el equipo St. Louis Blues, en el cual jugó cuatro temporadas (2019-2022), después pasó a New York Rangers (2022-2023), luego a Florida Panthers, donde lleva jugando una temporada.